# Trwała ondulacja

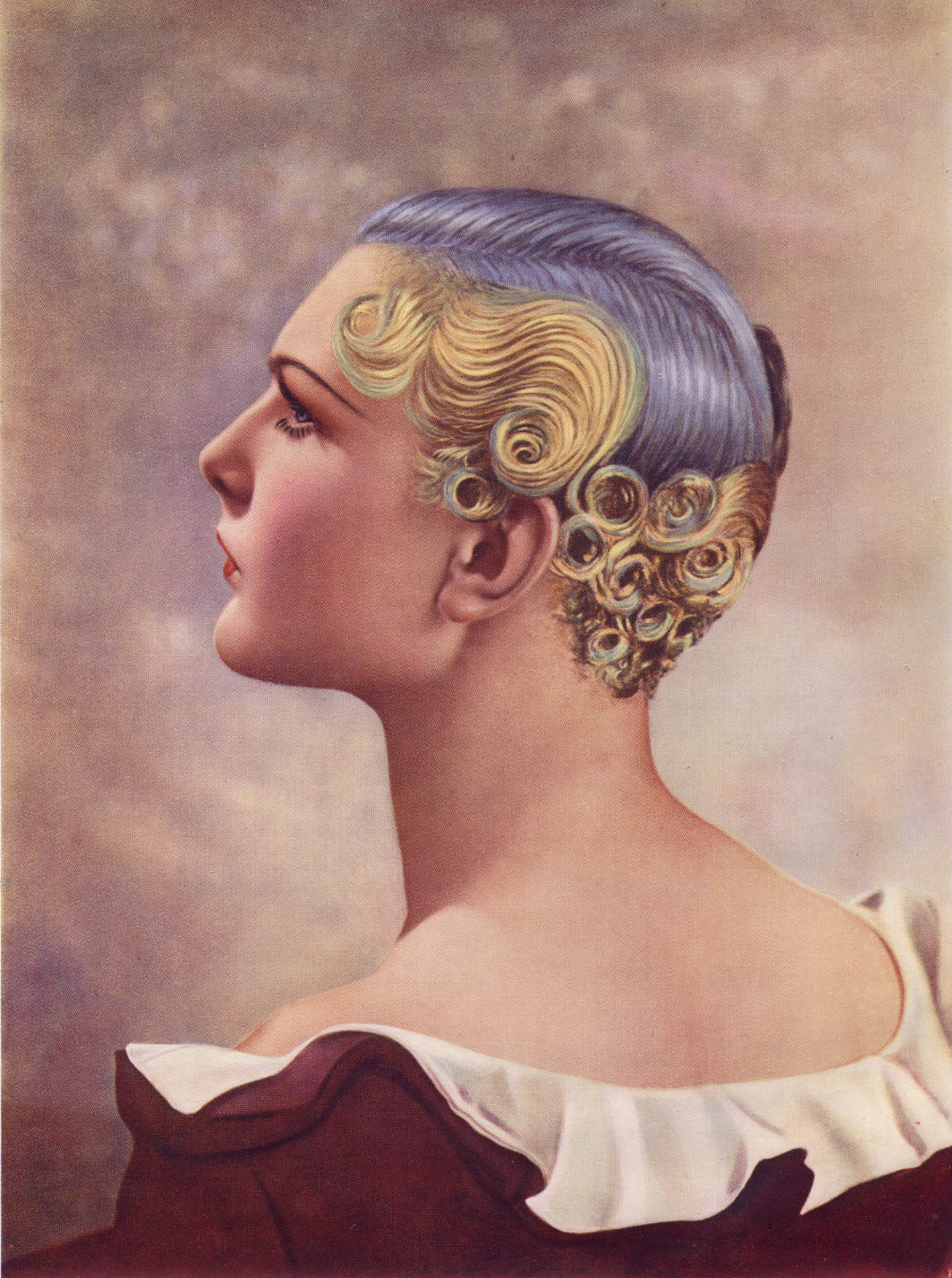
Trwała ondulacja

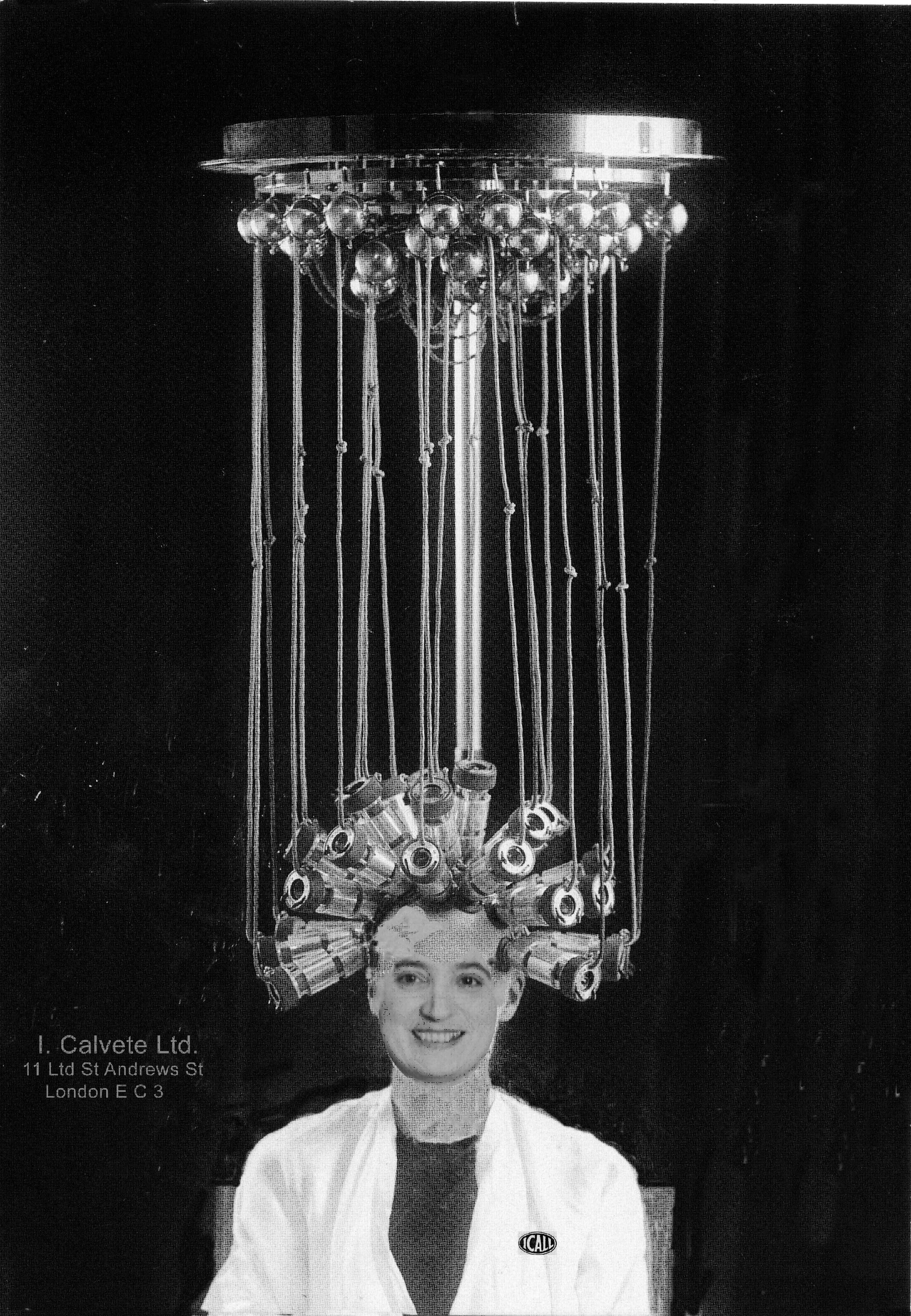
Maszyna do trwałej ondulacji z 1920

Trwała ondulacja (fr. ondulation – falowanie), zwana potocznie trwałą – zabieg fryzjerski polegający na zmianie struktury włosa środkami chemicznymi i nadaniu mu nowego kształtu za pomocą wałków. Trwała ondulacja składa się zwykle z trzech etapów:
1. nawinięcia włosów na wałki i nawilżenie płynem ondulacyjnym,
2. spłukanie włosów,
3. zastosowanie płynu utrwalającego[1].

## Proces chemiczny
Do wykonania trwałej ondulacji stosuje się substancje chemiczne. Po umyciu włosów i nakręceniu ich na wałki fryzjer nakłada płyn, przeważnie alkaliczny, który niszczy zewnętrzne wiązania chemiczne, odpowiadające za stabilność i strukturę włosów. Stosując wysoką temperaturę proces ten można przyśpieszyć. Tradycyjne środki to kwas tioglikolowy. Obecnie stosuje się jednak łagodniejsze preparaty, które zawierają cysteinę. Działanie utrwalające powoduje środek utleniający, jak nadtlenek wodoru lub tlen powietrza, który nakłada się po zmyciu kwasu tioglikolowego lub środka zawierającego cysteinę. Powoduje on odnowienie się wiązań, które zapewniają utrzymanie nowo nadanej struktury włosów. Proces chemiczny stosowany do wykonania trwałej ondulacji narusza trwale substancję wiążącą włos. Rodzajem trwałej ondulacji jest styling, czyli delikatna trwała.